# Гірськолижний спорт на зимових Олімпійських іграх 1980
Змагання з гірськолижного спорту на зимових Олімпійських іграх 1980 року тривали з 14 до 23 лютого року на горі Вайтфейс поблизу містечка Вілмінгтон, на північний схід від Лейк-Плесіда. 
У змаганнях взяли участь 174 гірськолижники (108 чоловіків та 66 жінок) з 30 країн. Розіграно 6 комплектів нагород – слалом, гігантський слалом та швидкісний спуск серед чоловіків та жінок.
По 2 золоті медалі, в слаломі та гігантському слаломі, виграли швед Інгемар Стенмарк і Ганні Венцель з Ліхтенштейну. Ганні Венцель могла повторити рекорд Тоні Зайлера і Жана-Клода Кіллі, яким вдавалося виграти на одних Олімпійських іграх всі гірськолижні дисципліни, що були в програмі, але їй завадила Аннемарі Мозер-Прелль, яка випередила Венцель у швидкісному спуску.
Це була остання зимова Олімпіада, коли змагання з гірськолижного спорту входили в залік чемпіонату світу. Після 1980 року чемпіонати світу проводили завжди окремо. Нагороди в комбінації (результати в слаломі та швидкісному спуску перераховували за спеціальною очковою системою) вручили лише в заліку чемпіонату світу, а до олімпійської програми комбінацію внесли лише через 8 років на Іграх у Калгарі.

## Чемпіони та призери

### Таблиця медалей
| Місце               | Країна              | Золото | Срібло | Бронза | Загалом |
| ------------------- | ------------------- | ------ | ------ | ------ | ------- |
| 1                   | Ліхтенштейн (LIE)   | 2      | 2      | 0      | 4       |
| 2                   | Австрія (AUT)       | 2      | 1      | 1      | 4       |
| 3                   | Швеція (SWE)        | 2      | 0      | 0      | 2       |
| 4                   | ФРН (FRG)           | 0      | 2      | 0      | 2       |
| 5                   | США (USA)           | 0      | 1      | 0      | 1       |
| 6                   | Швейцарія (SUI)     | 0      | 0      | 3      | 3       |
| 7                   | Канада (CAN)        | 0      | 0      | 1      | 1       |
| 7                   | Франція (FRA)       | 0      | 0      | 1      | 1       |
| Загалом (8 збірних) | Загалом (8 збірних) | 6      | 6      | 6      | 18      |

Джерело:

### Чоловіки
| Дисципліна         | Золото                    | Золото  | Срібло                      | Срібло  | Бронза                  | Бронза  |
| ------------------ | ------------------------- | ------- | --------------------------- | ------- | ----------------------- | ------- |
| Швидкісний спуск   | Леонгард Шток · Австрія   | 1:45.50 | Петер Вірнсбергер · Австрія | 1:46.12 | Стів Подборскі · Канада | 1:46.62 |
| Гігантський слалом | Інгемар Стенмарк · Швеція | 2:40.74 | Анді Венцель · Ліхтенштейн  | 2:41.49 | Ганс Енн · Австрія      | 2:42.51 |
| Слалом             | Інгемар Стенмарк · Швеція | 1:44.26 | Філ Маре · США              | 1:44.76 | Жак Люті · Швейцарія    | 1:45.06 |

Джерело:

### Жінки
| Дисципліна         | Золото                          | Золото  | Срібло                               | Срібло  | Бронза                       | Бронза  |
| ------------------ | ------------------------------- | ------- | ------------------------------------ | ------- | ---------------------------- | ------- |
| Швидкісний спуск   | Аннемарі Мозер-Прелль · Австрія | 1:37.52 | Ганні Венцель · Ліхтенштейн          | 1:38.22 | Марі-Терез Надіґ · Швейцарія | 1:38.36 |
| Гігантський слалом | Ганні Венцель · Ліхтенштейн     | 2:41.66 | Ірене Еппле · Західна Німеччина      | 2:42.12 | Перрін Пелан · Франція       | 2:42.41 |
| Слалом             | Ганні Венцель · Ліхтенштейн     | 1:25.09 | Кріста Кінсгофер · Західна Німеччина | 1:26.50 | Еріка Гесс · Швейцарія       | 1:27.89 |

Джерело:

## Опис траси
| Дата        | Спуск                                     | Висота старту | Висота фінішу | Перепад висот | Довжина спуску | Середній нахил |
| ----------- | ----------------------------------------- | ------------- | ------------- | ------------- | -------------- | -------------- |
| Чет 14 лют  | Швидкісний спуск - чоловіки               | 1313 м        | 481 м         | 832 м         | 3.009 км       | 27,7%          |
| Нед 17 лют  | Швидкісний спуск - жінки                  | 1181 м        | 481 м         | 700 м         | 2.698 км       | 25,9%          |
| Пон 18 лют  | Гігантський слалом - чоловіки (1-й спуск) | 876 м         | 481 м         | 395 м         | 1.354 км       | 29,2%          |
| Вів 19 лют  | Гігантський слалом - чоловіки (2-й спуск) | 876 м         | 481 м         | 395 м         | 1.303 км       | 30,3%          |
| Сер 20 лют  | Гігантський слалом - жінки (1-й спуск)    | 845 м         | 481 м         | 364 м         | 1.231 км       | 29,6%          |
| Чет 21 лют  | Гігантський слалом - жінки (2-й спуск)    | 876 м         | 512 м         | 364 м         | 1.315 км       | 27,7%          |
| П'ят 22 лют | Слалом - чоловіки (2 спуски)              | 876 м         | 667 м         | 209 м         | 0.549 км       | 38,1%          |
| Суб 23 лют  | Слалом - жінки (2 спуски)                 | 845 м         | 667 м         | 178 м         | 0.465 км       | 38,3%          |

Джерело:

## Країни-учасниці
У змаганнях з гірськолижного спорту на Олімпійських іграх у Лейк-Плесіді взяли участь спортсмени 30-ти країн. Китай, Коста-Рика і Кіпр дебютували в цьому виді спорту.
| - Андорра (3) - Аргентина (6) - Австралія (4) - Австрія (12) - Бельгія (2) - Болівія (3) | - Болгарія (4) - Канада (7) - Китай (2) - Коста-Рика (1) - Кіпр (3) - Чехословаччина (2) | - Франція (7) - Західна Німеччина (13) - Велика Британія (9) - Греція (3) - Ісландія (3) - Італія (14) | - Японія (4) - Південна Корея (1) - Ліван (3) - Ліхтенштейн (5) - Нова Зеландія (5) - Норвегія (7) | - СРСР (5) - Іспанія (5) - Швеція (6) - Швейцарія (14) - США (13) - Югославія (8) |